# Thomas Jones (Politiker, um 1492)
Sir Thomas Jones (eigentlich Thomas ap John; * um 1492; † 1558 oder 1559) war ein walisischer Politiker, der dreimal als Abgeordneter in das englische House of Commons gewählt wurde. Er war der erste Angehörige der Familie Jones, die im 16. Jahrhundert in Südwestwales eine bedeutende politische Rolle spielte. 

## Herkunft
Thomas Jones war der älteste Sohn von John ap Thomas, Gutsherr von Abermarlais, und aus dessen Ehe mit Eleanor Vaughan, einer Tochter von Thomas Vaughan, Gutsherr von Brodorddyn in Carmarthenshire, damit war er ein Urenkel des mächtigen Gruffudd ap Nicolas. Über seinen Vater, einen jüngeren Bruder von Sir Rhys ap Thomas, dem Principal Lieutenant des Königs in Südwales, ist wenig bekannt. Thomas anglisierte seinen walisischen Namen zu Jones.

## Leben
1513 wird Jones erstmals im englischen Heer erwähnt, das nach der Schlacht bei Guinegate Tournai in den Niederlanden eroberte. Um diese Zeit schien er zeitweise als Höfling am Königshof gelebt haben, und noch 1532 wird er als Gentleman Usher genannt. 1527 wurde er Verwalter der Güter des walisischen Llandovery Castle. Nachdem der mit ihm verwandte Rhys ap Gruffydd FitzUrien, der Enkel und Erbe seines Cousins Rhys ap Thomas, 1531 als Verräter hingerichtet worden war, gehörte Jones zu den vier Beauftragten, die von der Krone mit der Beschlagnahmung und der Verwaltung von Rhys Grundbesitz beauftragt wurden. Jones konnte aus dieser Aufgabe am meisten Profit schlagen, denn er übernahm die Verwaltung von Abermarlais und Llansadwrn sowie von Newcastle Emlyn. Sein Hauptwohnsitz wurde Haverfordwest in Pembrokeshire, wo er durch seine zweite Ehe mit der Witwe von Thomas Perrot Besitzer von Haroldston House geworden war. 1533 erwarb er die Vormundschaft für seinen Stiefsohn John Perrot. Er pachtete dessen Besitzungen Haverfordwest, Burg und Herrschaft Laugharne sowie Castle Walwyn in Carmarthenshire. Damit stieg er rasch zu einem der bedeutendsten Angehörigen der Gentry in der Region und zu einem der wichtigsten Mitglieder des Stadtrats von Haverfordwest auf. 1541 wurde er für Pembrokeshire als Knight of the Shire ins englische Parlament gewählt. Vermutlich wurde er zu Beginn der Parlamentssitzungen am 16. Januar 1542 zum Knight Bachelor geschlagen. Dennoch war er auch häufig am Königshof und spielte während der Eingliederung von Wales in das Königreich England eine wichtige Rolle. Von 1540 bis 1541 war er Sheriff von Pembrokeshire, von 1542 bis 1543 Sheriff von Carmarthenshire und von 1543 bis 1544 Sheriff von Cardiganshire. Er erreichte, dass bei der Neugliederung von Wales in Counties Laugharne und andere Herrschaften anstatt zu Carmarthenshire nach Pembrokeshire zugeschlagen wurden, so dass er seine Besitzungen in dem County konzentrieren konnte. 1547 wurde er erneut zum Knight of the Shire für Pembrokeshire gewählt, und von 1548 bis 1549 war er erneut Sheriff des Countys.
Nach der Aufhebung der englischen Klöster erwarb er 1543 Talley Abbey sowie mehrere Pfarreien in Carmarthenshire. 1544 nahm Jones am Feldzug des Königs nach Frankreich teil. Nachdem sein Stiefsohn Perrot die Verwaltung von Haroldston übernommen hatte, pachtete Jones 1546 Abermarlais, das er bislang nur verwaltet hatte, und verlegte seinen Hauptwohnsitz dorthin. Er war mit der Familie Herbert, vor allem mit dem 1. Earl of Pembroke, befreundet, und sein Sohn Henry heiratete eine Nichte des Earls. Während der Herrschaft von Maria der Katholischen blieb er großteils politisch inaktiv, während seine Söhne Henry und Richard als Abgeordnete ins House of Commons gewählt wurden. Gegen Ende der Herrschaft Marias wurde jedoch auch Jones 1558 noch einmal als Knight of Shire für Carmarthenshire gewählt. Er machte jedoch bereits kurz nach der Parlamentseröffnung am 27. Januar 1558 sein Testament.

## Familie und Nachkommen
In erster Ehe heiratete er Elizabeth, die einzige Tochter von Sir Edward Done, Gutsherr von Kidwelly. Mit ihr hatte er zwei Töchter. In zweiter Ehe heiratete er 1533 Mary, eine Tochter von James Berkeley, Gutsherr von Thornbury in Gloucestershire, und Witwe des 1531 verstorbenen Thomas Perrot, Gutsherr von Haroldston. Mary Berkeley war vor ihrer Heirat mit Perrot eine Hofdame und angeblich eine Geliebte von König Heinrich VIII. gewesen. Durch seine Heirat mit ihr war Jones Stiefvater ihres Sohns John Perrot geworden, dazu hatte er mit ihr mindestens drei Söhne, darunter Henry Jones und Richard, sowie zwei Töchter. Eine seiner Töchter, Elinor Jones, heiratete Griffith Rice, den Sohn seines hingerichteten Verwandten Rhys ap Gruffydd FitzUrien.